# Кјеза Нуова (Ђенова)
Кјеза Нуова је насеље у Италији у округу Ђенова, региону Лигурија.
Према процени из 2011. године у насељу је живело 302 становника. Насеље се налази на надморској висини од 38 m.